# Herbert Petzold
Herbert Petzold (Wurzen, 10 de octubre de 1910 - 25 de febrero de 1997) fue un pomólogo alemán y autor de libros especializados. 

## Trayectoria

### Juventud y años hasta 1945
Herbert Petzold nació en las colinas de la Alta Sajonia, hijo de un granjero. Su padre era administrador del "Wurzener Stadtgutes". Petzold era el hijo mayor de la familia y creció en el área de la pequeña ciudad de Wurzen. Después de la escuela secundaria, asistió a la escuela superior de agricultura en Wurzen de 1925 a 1928, donde recibió no solo formación agrícola sino también formación en fruticultura. Estuvo involucrado en el movimiento "Wandervogel" y estaba interesado en muchas cosas, incluida la música. Viajó en bicicleta a los Países Bajos para visitar museos allí. Las pinturas de paisajes y naturalezas muertas de antaño dejaron en él una impresión especial los maestros flamencos. Se formó en retórica y fonética en Leipzig y trabajó como recitador independiente en los años siguientes. Presentó obras de literatura mundial en escuelas y clubes. Su espectro abarcó desde los antiguos griegos hasta los clásicos y artistas de la época como Agnes Miegel y Rainer Maria Rilke. Para conseguir una base más sólida profesionalmente, se formó como bibliotecario entre 1935 y 1937 y luego ejerció la profesión en Wurzen. Durante la Segunda Guerra Mundial fue soldado y luego prisionero de guerra.

### Vida laboral en la RDA
Después de regresar del cautiverio, no encontró empleo en sus profesiones anteriores, más bien estéticas. Después de completar con éxito el examen de guardabosques, inicialmente trabajó como consultor de guardabosques y vendedor de plantas de árboles que había descubierto en jardines y en el campo. A partir de 1950 fue empleado como profesor especialista en su antigua escuela agrícola en Wurzen, que con su ayuda se convirtió en una escuela especial para la viticultura y la fruticultura. Los cursos que realizó aquí para maestros artesanos, supervisores de árboles y consultores especialistas le dieron la referencia necesaria para la práctica de la fruticultura, que él mismo consideraba importante. Después de que la escuela se mudó a Werder, Petzold se quedó en Wurzen. A partir de 1955, el antiguo jardín de enseñanza de la escuela fue utilizado por el departamento de investigación de frutas de la Oficina Central de Variedades Vegetales de la RDA con sede en Nossen como una rama de fruta de pepita. Petzold fue corresponsable de establecer las plantaciones de prueba y los jardines de prueba, y una vez creadas las bases para el reconocimiento de viveros y plántulas de fresa, de supervisar la aprobación de la variedad. También fue miembro de la comisión de variedades del Ministerio de Agricultura y Silvicultura de la RDA. En 1961 se recomendaron las primeras variedades de manzana recién aprobadas y en 1971 apareció por primera vez su guía de variedades de frutas. Ya en 1970 había un folleto publicado sobre el cultivo de la uva de mesa, como resultado del cual se cultivaron y vendieron más de 100.000 plantas de uva de mesa.
Las variedades de albaricoque 'Marena', las variedades de manzana 'Roba' (un mutante de Erwin Baur), 'Rogo', 'Gelber Kkoster' y 'Wudinia' fueron nombradas por él.

### Vida en la jubilación
Por motivos de salud, se jubiló anticipadamente en 1973. Comenzó a publicar su riqueza de conocimientos acumulados. Sus obras canónicas variedades de manzana y variedades de pera aparecieron en 1979 y 1982 en la primera edición. Un total de 180 artículos individuales de su pluma se han publicado en revistas especializadas. 
Además, como reconocido experto en variedades y profesor de variedades frutales, era un experto muy solicitado. Su conocimiento era lo suficientemente amplio como para determinar todas las variedades y nombrar las ventajas y desventajas de ciertas variedades para un lugar. Impartió conferencias en innumerables exposiciones, cursos y cursos de formación y ciertas muestras varietales que se enviaban todos los años. 
Petzold fue miembro honorario de la Asociación de pomólogos. 
Estaba casado  y murió en febrero de 1997 tras una breve enfermedad.

## Obras

### Como autor
- Con Gerhard Friedrich y Ernst Halwass: «Obstsorten» (variedades de frutas), Radebeul, Neumann, 1993, 4.ª edición, ISBN 3-7402-0134-7
- «Apfelsorten» (Variedades de manzana), Radebeul, Neumann, 1990, 4.ª edición, ISBN 3-7402-0075-8
  - «Apfelsorten», Amberes, De Vries-Brouwers, 1988, ISBN 90-6174-309-5
- «Birnensorten» (Tipos de peras), Radebeul, Neumann, 1989, 3.ª edición, ISBN 3-7402-0069-3
  - «Peresoorten), Amberes, De Vries-Brouwers, 1986, ISBN 90-617-4362-1
- «Tafeltraubenanbau» (Cultivo de uvas de mesa): vides de Rügen a Römhild , Berlín, (asociación de jardineros, colonos y criadores de pequeños animales, junta central), 1971.

### Como editor
- «Wurzener Obstbaurundbriefe der Obst- und Weinbauschule Wurzen» (Fruticultura de Wurzen : circulares de cultivo de la escuela de fruticultura y viticultura de Wurzen)